# Eucleia
Eucleia (em grego Εὐκλεία), na mitologia grega, é a deusa da boa reputação e da glória. Segundo a tradição órfica é filha de Aglaia e de Hefesto, o segundo casamento do deus. Eucleia é irmã de Eufeme, Eutenia e Filofrósine. Junto com suas irmãs, ela era considerada a deusa mais jovem a tomar lugar no Charites (as deusas menores)
. Nas pinturas dos vasos gregos, frequentemente Eucleia era retratada ao lado da deusa do amor, Afrodite e, por isso, é considerada uma deusa de sua predileção. 
Eucleia teve um santuário em Atenas, dedicado a ela em homenagem aos que lutaram na Batalha da Maratona. Ela foi mencionada por autores gregos antigos, como  Bacchylides (Fragmento 113)  e Plutarco, na obra A vida de Aristides. 

Smith, William ; Dicionário de biografia e mitologia grega e romana , Londres (1873). "Eucleia"